# Maxentia van Senlis
Maxentia van Senlis (ook bekend als Maxentia van Ierland en Maxentia van Beauvais) (gestorven ca. 500) was een heilig verklaarde martelares. Volgens de overleveringen was zij een tot het christendom bekeerde prinses uit Schotland, dochter van de Schotse koning Malcon (Malconus). Na haar bekering besloot zij voor haar geloof in Jezus om celibatair te blijven, ondanks het feit dat er een man voor haar werd gezocht. 

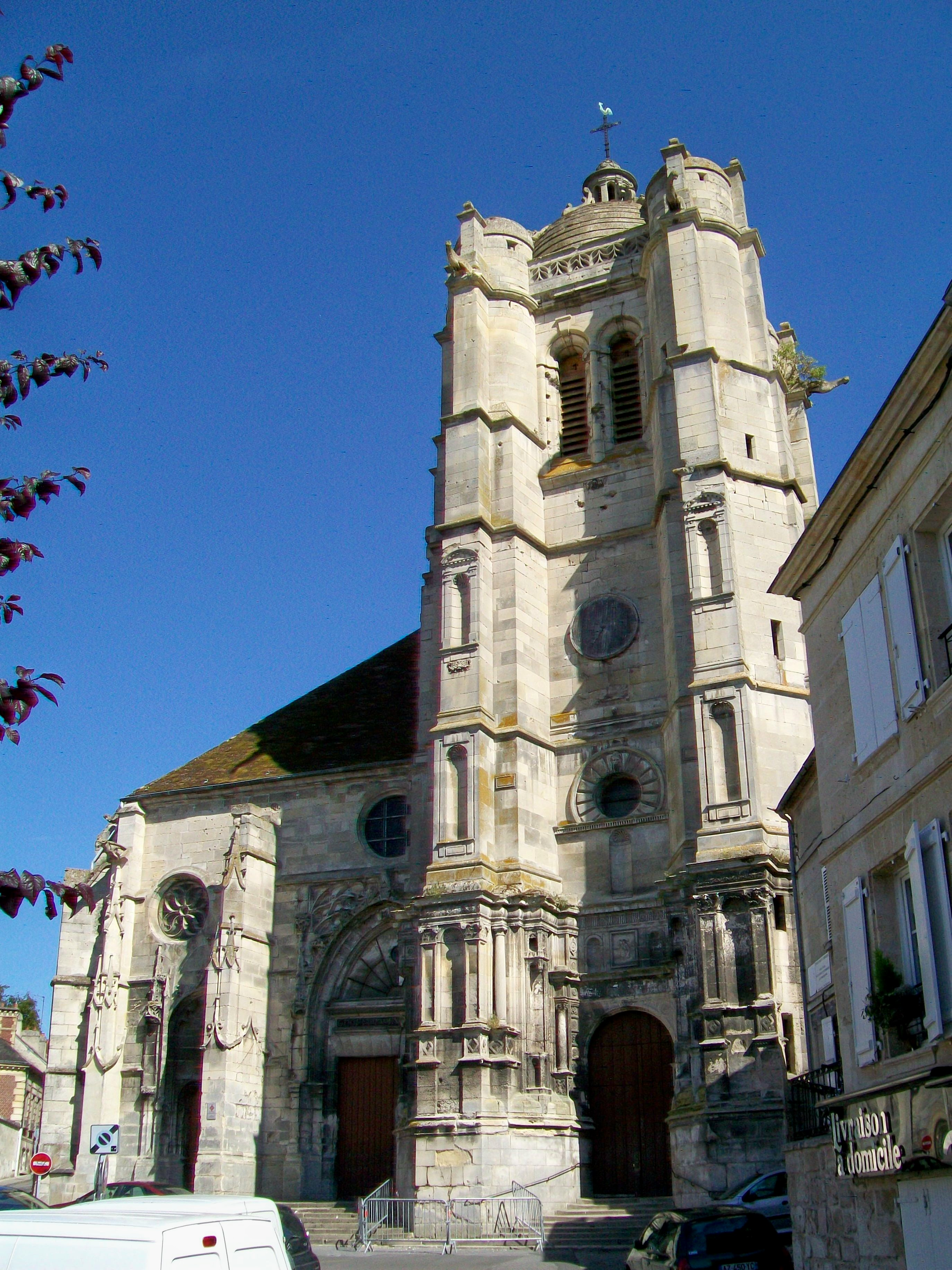
Kerk van Sa. Maxentia, Pont-Sainte-Maxence

Maxentia werd bekeerd tot het christendom door de Ierse apostel St. Patrick. Ze werd beloofd aan de vrouw van de leider van de lokale stam, de heidense Avicin, maar omdat ze niet met hem wilde trouwen vluchtte ze naar Gallië samen met haar dienaren Barbentius en Rosélie. Daar aangekomen begon ze een kluizenaarsbestaan in Beauvais, aan de oevers van de rivier Oise nabij Senlis. 
Al snel spoorde Avitsin haar op en begon haar te smeken met hem te trouwen, en de bedienden met geld te verleiden om met hem samen te spannen. Na mislukte pogingen werd hij boos, greep de prinses bij het haar en sneed haar hoofd af met zijn zwaard, waarna hij ook Barbentia en Roselia doodde. Volgens de legende nam Maxentia haar hoofd in haar handen en ging van de plaats van de misdaad naar de plaats van haar toekomstige graf in de buurt van de huidige stad Pont-Sainte-Maxence, waar een kerk werd opgericht. Deze kerk werd vervolgens bezocht door Karel de Grote, die er geschenken bracht.
Haar feestdag is op 20 november.